# Más de cien lobos
Más de cien lobos es el segundo álbum de estudio de la banda de Granada 091. Fue publicado en el año 1986 a través del sello discográfico Zafiro, tras haberse grabado en estudios madrileños entre noviembre y diciembre de 1985.
Al igual que en el anterior álbum debut "Cementerio de automóviles", el grupo 091 estaba compuesto por José Antonio García (voz y armónica), José Ignacio Lapido (guitarra), Tacho González (batería) y Antonio Arias (bajo) que abandonaría después el grupo para liderar la banda Lagartija Nick.
Uno de los detalles más importantes de este álbum es que fue producido por Joe Strummer, el famoso cantante y guitarrista de la banda británica de punk-rock The Clash.
Sin contar el promocional compartido con Jonathan Richman and The Modern Lovers de un flexi-disc que incluyó "Me siento mal", de este álbum se extrajeron tres singles: "Cuando pierdo el equilibrio", "En la calle" y "Escenas de guerra". La cara b de este último, con título "Por tí en la oscuridad", se incorporó a la reedición de 2016, en cuya portada se utilizó la imagen del cuarteto publicada en una "Serie amiga" limitada de 1989, del mismo modo que también se incluyó el tema inédito "Sólo es un juego".  

## Lista de canciones
Todas las canciones fueron compuestas por José Ignacio Lapido, excepto "En tu locura", compuesta a medias entre J.A. García y Antonio Arias.
1. "Cuando Pierdo El Equilibrio"
2. "Buen Día Para Olvidar"
3. "Escupir Contra El Viento"
4. "Escenas De Guerra"
5. "Me Siento Mal"
6. "En La Calle"
7. "Perderme En La Jungla"
8. "Blues De Medianoche"
9. "En Tu Locura"
10. "Más De 100 Lobos"

Bonus Tracks:
1. "Por Ti En La Oscuridad"
2. "Sólo Es Un Juego"

## Personal

### Formación
- José Antonio García - Cantante y armónica
- José Ignacio Lapido - Guitarra
- Antonio Arias - Bajo
- Tacho González - Batería